# Hyles extensa
Hyles extensa är en fjärilsart som beskrevs av Adolf G. Closs 1917. Hyles extensa ingår i släktet Hyles och familjen svärmare. Inga underarter finns listade i Catalogue of Life.